# Mélodies immortelles
Pour plus de détails, voir Fiche technique et Distribution.
Mélodies immortelles (Melodie immortali) est un film biographique musical italien réalisé par Giacomo Gentilomo et sorti en 1952.

## Synopsis
Le film raconte la biographie fictive du célèbre musicien Pietro Mascagni (1863-1945).

## Fiche technique
- Titre français : Mélodies immortelles[1]
- Titre original italien : Melodie immortali[2],[3],[4]
- Réalisateur : Giacomo Gentilomo
- Scénario : Maleno Malenotti (it), Ivo Perilli, Liana Ferri, Giovanna Soria, Piero Pierotti, Giacomo Gentilomo
- Photographie : Aldo Giordani (it)
- Montage : Elsa Dubbini
- Musique : Pietro Mascagni, sous la direction de Giuseppe Morelli (extraits d'opéras), Nino Rota (musique original)
- Décors : Alberto Boccianti (it)
- Costumes : Maria Baronj (it)
- Maquillage : Romolo De Martino
- Production : Maleno Malenotti (it), Riccardo Gualino
- Société de production : GE.S.I. Cinematografica
- Pays de production :  Italie
- Langue originale : italien
- Format : Noir et blanc - 1,37:1 - Son mono - 35 mm
- Durée : 100 minutes
- Genre : Biographie musicale
- Dates de sortie :
  - Italie : 16 décembre 1952
  - France : 21 août 1957

## Distribution
- Pierre Cressoy : Pietro Mascagni
- Carla Del Poggio : Lina Mascagni
- Vera Molnar (de) : Wanda Pieri
- Mario Del Monaco : le ténor Stagno
- Giovanni Grasso : Domenico Mascagni
- Nerio Bernardi : le professeur De Lellis
- Enzo Biliotti : Maestro Crepitone
- Mimo Billi : impresario Navarra
- Giuseppe Chinnici : médecin
- Maurizio Di Nardo : Rocco
- Achille Millo : Giuseppe
- Guido Riccioli : comédien d'opérette
- Ciro Scafa : maire de Cerignola
- Roberto Bruni (it) : Giovanni Targioni Tozzetti
- Franco Scandurra (en) : Fumia
- Gian Paolo Rosmino : Guido Menasci
- Nino Vingelli : Fiorello
- Laura Carli : sage-femme
- Gianni Bonos : premier acteur fantaisiste
- Nino Milano : deuxième acteur fantaisiste
- Giuseppe Addobbati : gentilhomme au Teatro dell'Opera di Roma
- Giuseppe Morelli : Leopoldo Mugnone
- Franco Pesce (en)